# Louis du Campe de Rosamel
Pour les articles homonymes, voir Rosamel.
Louis Charles Marie du Campe de Rosamel (Brest, 9 mai 1805-Château de Rosamel, 18 mars 1873), est un officier de marine et homme politique français.

## Biographie
Fils de Claude du Campe de Rosamel, amiral et ministre de la Marine, et d'Antoinette Augustine Bonfils de Saint Loup, il entre au Collège de marine d'Angoulême en octobre 1818.
Élève de 2e classe (mai 1822), il sert en Méditerranée sur le Silène puis embarque sur la Junon de son père en janvier 1823 avant de passer sur la Marie-Thérèse.
Élève de 1re classe (mai 1824), il sert en 1825 sur le Lancier dans le Pacifique. Enseigne de vaisseau (octobre 1826), il est en 1827 sur la Marne puis en 1828-1829, sur l' Alacrity au Levant avant d'accompagner son père lors de l'expédition d'Alger sur le Trident.
Second du Palinure au Levant (1831), il est promu lieutenant de vaisseau en octobre et sert comme aide de camp de son père à la préfecture maritime de Toulon avant d'être nommé au commandement du Sylphe au Levant et sur les côtes d'Espagne (1833-1834).
En juillet 1836, il est membre de la Commission de rédaction de la nouvelle ordonnance sur le service des équipages de ligne et est nommé en avril 1837, capitaine de corvette. Il commande alors la Favorite au Levant, dans l'Atlantique Sud et aux Antilles. En avril 1838, il transporte de Cayenne à Fort-de-France le Prince de Joinville.
Aide de camp de son père au ministère, il est membre de la Commission d'habillement (novembre 1840). En 1841, il devient chef d'état-major de l'amiral Casy sur le Souverain et le Suffren.
Capitaine de vaisseau (septembre 1842), il commande en 1845 la Minerve puis le Triton (1846) à la division du Levant et, en mai 1851, la frégate à vapeur Vauban en Méditerranée puis le Sané avec lequel il participe au bombardent de Salé dans l'escadre de Dubourdieu.
Major de la marine à Brest (avril 1854), il commande en octobre le Donawerth en missions de transport au Levant puis reste plusieurs années sans affectation.
Promu contre-amiral en décembre 1862, il est major général à Rochefort (janvier 1862), préfet maritime de Rochefort par intérim (1866) et prend sa retraite en mai 1867.
À partir de 1861, il est conseiller général du canton d'Etaples, dans le Pas-de-Calais, jusqu'à sa mort, après laquelle son fils lui succède,.

## Mariage et descendance
Louis Charles Marie du Campe de Rosamel épouse à Saint Martin Boulogne le 30 août 1832, Marie Caroline Joséphine Camille Connelly, morte au château de Rosamel le 19 février 1895, fille de Joseph Edmond Connelly et de Caroline Augustine Antoinette Tutil de Guémy.
De leur mariage, son issus trois enfants :
- Charles du Campe de Rosamel, officier de marine, conseiller-général, sénateur, puis député du Pas de Calais, marié avec Cécile Rémy, puis avec Marie Faure ;
- Antoinette du Campe de Rosamel, mariée avec Maurice de Beausire ;
- Amand Marie du Campe de Rosamel, marié à Camiers (Pas de Calais) le 5 novembre 1873 avec Cécile de Rocquigny du Fayel (1851-1929)[2].

## Distinctions
Louis du Campe de Rosamel est nommé chevalier le 28 avril 1836, promu officier le 28 avril 1847 puis commandeur le 15 décembre 1851 de l'ordre national de la Légion d'honneur,.

## Hommage
Une rue du Portel porte son nom.

## Pour approfondir